# Giorgio Comaschi
Giorgio Comaschi (Bologna, 28 febbraio 1954) è un giornalista, conduttore televisivo e attore italiano.

## Biografia
Figlio del fotografo Nino, Giorgio Comaschi, bolognese, è giornalista professionista dal 1978. Ha lavorato per il quotidiano Corriere dello Sport - Stadio fino al 1985 per poi passare a La Repubblica dove si è occupato di sport e spettacolo. Nel 1993 ha vinto il Premio Beppe Viola per il giornalismo sportivo. Dal 1994 ha lasciato il giornale diventando free-lance e conservando collaborazioni con vari quotidiani. Attualmente collabora con il quotidiano QN - Il Resto del Carlino, La Nazione, e Il Giorno con la rubrica settimanale “La Mosca”, un appuntamento satirico sugli usi e costumi dei bolognesi.

## Televisione
Ha condotto per Telemontecarlo le edizioni 1993-1994 e 1994-1995 di Galagoal. Ha collaborato come inviato a Quelli che il calcio e condotto il programma Taxi di Lucio Dalla su Rai 3. Sempre in televisione ha partecipato per due edizioni, nel 1995 e nel 1996, come inviato esterno al programma Carràmba! Che sorpresa di Raffaella Carrà su Rai 1. Sempre nel 1996 ha recitato il ruolo del padre confessore nel film Jack Frusciante è uscito dal gruppo.
Nel 1997 ha condotto, come spalla di Milly Carlucci, due Feste della mamma e, sempre su Rai 1, un capodanno da Assisi, La notte degli angeli. Ancora per Rai 1, dall'estate del 1997 fino a quella del 2000 ha girato le piazze d'Italia, assieme a Cloris Brosca, con il quiz televisivo  La Zingara in viaggio.
È stato autore e conduttore della 41ª (1998) e 42ª edizione (1999) dello Zecchino d'Oro, partecipando poi col personaggio del Mago Zurloff anche a La Banda dello Zecchino. Nella stagione 2000-2001 ha partecipato, su Rai 2, a I fatti vostri. Nel 2002 ha viaggiato su Adriatica, la barca di Velisti per caso, conducendo per un periodo la serie su Rai 3 con Patrizio Roversi e Syusy Blady. Dal 2009 partecipa nel ruolo minore del geometra Zoboli alla serie televisiva L'ispettore Coliandro.

## Teatro
Ha ideato e interpretato, diversi spettacoli teatrali tra i quali: “Chi ha visto Biancaneve”, “I sogni son desideri”, “L’omino dei lupini“, “Calciobalilla“, “Buonanotte signorina Esposito“, “Chissà se i barboni fanno l’amore”, “Fagiolino e Biavati caduti dalle nuvole“, “Stump”, “Delitto a teatro”, “Riunione di consiglio”, “Commendator Paradiso” (ambientato nel 1964, su Dall’Ara e il giallo dello scudetto del BFC Bologna Football Club), “Fra la via Emilia e il West” (uno spettacolo tratto da Cittanòva blues, il libro di Francesco Guccini che racconta il suo passaggio da Modena a Bologna negli anni ‘70), oltre a girare come regista video alcuni cortometraggi. Per più di dieci anni ha diretto un gruppo di attori chiamati “La compagnia del giallo”, con cui ha portato in giro la formula di dinner show “Cena con delitto” in numerosi teatri e ristoranti di tutta Italia. Insieme ad Antonio Albanese ha diretto dal 2005 al 2008 una scuola teatrale, “Teatro Lab Bologna”, per un progetto della Fondazione del Monte di Bologna e Ravenna. Nell’estate 2008 ha portato lo spettacolo dedicato a Guglielmo Marconi “Quello della radio – Marconi, la storia dell’uomo che ha cambiato il mondo”, in Australia (Perth, Adelaide, Melbourne e Sydney). Nel 2009, sempre grazie alla Regione Emilia-Romagna, ha replicato lo spettacolo al Teatro Duse di Bologna, in Canada (a Vancouver, Montréal, Toronto e Ottawa), al Festival della Filosofia di Modena, in Belgio (a Bruxelles, Liegi e Genk) e a Londra. Nei mesi di ottobre e novembre 2009 ha portato a New York (recitando in inglese con attori americani) il dinner show “Puarò e la casa di madame Clicot” replicato al Gradisca Restaurant. Nel 2010 ha portato in scena “Il mistero di Felix Pedro”, dedicato a Felice Pedroni, emigrante di Fanano che scoprì l’oro in Alaska nel 1902 e fondò la città di Fairbanks. Nel 2012 ha ideato “San Petronio con vista”, una curiosa visita-spettacolo all’interno della basilica di San Petronio per sostenere i lavori di restauro della chiesa. Nello stesso anno ha condotto una serie di visite-spettacolo ai Musei Universitari di Bologna. Nel 2013 ha portato sul palcoscenico “Calde le pere” uno spettacolo sugli anni d’oro delle case chiuse, la Bologna del sesso dagli anni ‘20 agli anni‘50. Il 2014 è l’anno di “Ma te ci sei su Feizbuk?” un monologo cabarettistico sui tic di questo decennio. Nel 2015 ha scritto e portato in scena “La Farina va in Amore” uno spettacolo interamente dedicato alla storia del pane dall’Ultima Cena in avanti.
L’ultimo spettacolo, in ordine di tempo, è del 2016 e si intitola Quelli che la vita l’è bela (senza l’umbrela). È dedicato al giornalista Beppe Viola; attingendo dai libri di Beppe Viola e da quelli che parlano di lui, Giorgio Comaschi, insieme ad Alessandro Pilloni, rilegge la storia della Milano degli anni Sessanta e Settanta che ha lasciato un segno indelebile nel linguaggio teatrale, comico e giornalistico.

## Radio
Ha condotto per tre anni, dal 1995 al 1998, il programma radiofonico “Quelli che la radio“ in coppia con Giorgio Conte su Radio 2.

## Libri
Ha pubblicato 8 libri: “Ciop” (ed. Zelig), “Certo che voi di Bologna”, “Il rapimento di Roberto Baggio”, “Scusi per Bologna? Lei bisogna che faccia il giro” (ed. Pendragon). Nel 2009 è uscito, per Pendragon, il libro “Mosche su Bologna”, una raccolta di articoli satirici sugli usi e costumi dei bolognesi dalla fortunata rubrica del sabato “La Mosca” tuttora pubblicata ogni settimana su “Il Resto del Carlino”. Nel 2010, in seguito alla stesura teatrale dell’omonimo spettacolo, pubblica “Felix Pedro” (ed. Pendragon), sulla vita di Felice Pedroni dalla miseria degli Appennini alle miniere d'oro dell'Alaska. Nel 2014 escono, sempre con Pendragon, “Il calcio è roba da ridere”, una carrellata di racconti e di aneddoti per ricordare sempre che il calcio non è poi tutto questo dramma, e “Spaghetti alla bolognese”, una carrellata di vizi e virtù della città dei tortellini (e non degli spaghetti).

## Internet
Ha realizzato 3 video-narrazioni per la piattaforma digitale Sinarra.tv: uno dedicato allo spettacolo Cittanòva blues (tratto dal libro di Francesco Guccini), uno ispirato alle vite di Guglielmo Marconi e Renato Dall'Ara e l'ultimo ispirato al libro "L'isola della noce moscata" di Giles Milton.

## Televisione
- Galagoal (Telemontecarlo, 1993-1994)
- Taxi (Rai 3, 1994)
- Carràmba! Che sorpresa (Rai 1, 1995-1996)
- La festa della mamma (Rai 1, 1997-1998)
- La zingara (Rai 1, 1997-2000)
- La notte degli angeli (Rai 1, 1998)
- Zecchino d'Oro (Rai 1, 1998-1999)
- I fatti vostri (Rai 2, 2000-2001)
- Velisti per caso (Rai 3, 2002)
- La bottega di Comaschi (èTV RETE7)